# Ashraf Osman
Pour les articles homonymes, voir Osman.
Ashraf Hussen Osman, né le 2 décembre 2001, est un athlète qatarien spécialiste du 400 mètres et du 400 mètres haies.

## Biographie
Médaillé de bronze du relais 4 × 400 m lors des championnats d'Asie 2019, chez lui à Doha, il se classe deuxième du 400 m haies lors des championnats panarabes de 2021.
En 2023, Ashraf Osman remporte le 400 m des championnats panarabes à Marrakech en signant un nouveau record personnel en 45 s 01. Toujours en 2023, il se classe troisième du 4 × 400 m lors des championnats d'Asie, remporte le 400 m des Jeux panarabes et monte sur la deuxième marche du podium des Jeux asiatiques dans l'épreuve du 4 × 400 m.

## Palmarès
| Date | Compétition            | Lieu      | Résultat | Épreuve     | Marque       |
| ---- | ---------------------- | --------- | -------- | ----------- | ------------ |
| 2019 | Championnats d'Asie    | Doha      | 3e       | 4 × 400 m   | 3 min 3 s 95 |
| 2021 | Championnats panarabes | Radès     | 2e       | 400 m haies | 3 min 3 s 95 |
| 2023 | Championnats panarabes | Marrakech | 1er      | 400 m       | 45 s 01      |
| 2023 | Championnats d'Asie    | Bangkok   | 3e       | 4 × 400 m   | 3 min 4 s 26 |
| 2023 | Jeux panarabes         | Oran      | 1er      | 400 m       | 45 s 26      |
| 2023 | Jeux asiatiques        | Hangzhou  | 2e       | 4 × 400 m   | 3 min 2 s 05 |

## Records
| Épreuve     | Marque  | Lieu      | Date         |
| ----------- | ------- | --------- | ------------ |
| 400 m       | 45 s 01 | Marrakech | 21 juin 2023 |
| 400 m haies | 49 s 49 | Radès     | 20 juin 2021 |